# Estación Benjamín Zorrilla
Benjamín Zorrilla era una estación de ferrocarril ubicada en el Departamento Avellaneda, en la Provincia de Río Negro, República Argentina. Actualmente, esta estación no existe. 

## Servicios
Pertenece al Ferrocarril General Roca en su ramal entre Bahía Blanca y Zapala. No presta servicios de pasajeros desde 1993, sin embargo, por sus vías corren trenes de carga a cargo de la empresa Ferrosur Roca.

## Ubicación
Se accede desde la Ruta Nacional 22.